# Rezerwat krajobrazowy
Rezerwat krajobrazowy – rezerwat przyrody w którym przedmiotem ochrony są charakterystyczne, przewodnie krajobrazy poszczególnych regionów o cechach naturalnych, często z zabytkami historycznymi i kultury materialnej. Jest chroniony ze względu na wartości przyrodnicze, historyczne i kulturowe oraz walory krajobrazowe.
W 2015 roku istniało w Polsce 107 rezerwatów krajobrazowych o łącznej powierzchni 25 296 ha.